# Estrutura diferencial
Em matemática, um estrutura diferencial n-dimensional (ou estrutura diferenciável') sobre um conjunto M torna-o uma variedade diferenciável n-dimensional, a qual é uma variedade topológica com alguma estrutura direcional que permite-nos realizar cálculo diferencial sobre a variedade. Se M já é uma variedade topológica, necessita-se que a nova topologia seja idêntica a existente.